# Hauptstadt (Onlinemedium)
Das Onlinemedium Hauptstadt wird seit 2022 in Bern auf www.hauptstadt.be veröffentlicht. Es versteht sich als Lokalmedium und publiziert Beiträge und Kolumnen sowie dreimal wöchentlich einen Hauptstadt-Brief mit Nachrichten aus der Region und dem Kanton Bern. Für die Aussenredaktion in Ostermundigen und die damit verbundene Berichterstattung erhielt Hauptstadt einen Swiss Press Award.

## Organisation
Finanziert wird Hauptstadt von Leserinnen und Lesern sowie von Stiftungen. Das Medium beschäftigt im Umfang von fünf Vollzeitstellen rund neun Redaktorinnen und Redaktoren.
Herausgegeben wird das Medium vom «Verein für Berner Medienvielfalt». Dieser wurde 2021 gegründet mit dem Ziel, die Vielfalt auf dem Medienplatz Bern zu stärken. Hauptstadt ist Teil des Netzwerks Wepublish, und arbeitet dort eng mit den Onlinemedien Bajour (Basel) und Tsüri (Zürich) zusammen.

## Geschichte
Entstanden ist Hauptstadt als Reaktion auf die Ankündigung von Tamedia im Herbst 2020, die Lokalteile der Tageszeitungen Der Bund und Berner Zeitung redaktionell zusammenzulegen. Eine Gruppe von rund 20 Berner Journalistinnen und Journalisten erarbeitete im Winter 2020/2021 unter dem Namen Neuer Berner Journalismus (NBJ) ein Projekt für ein von Journalistinnen und Journalisten getragenes Online-Magazin. 
Im Frühjahr 2021 wurde aus dem losen Zusammenschluss der «Verein für Berner Medienvielfalt» gegründet. Das Kernteam, bestehend aus Marina Bolzli, Jürg Steiner und Joël Widmer, beschloss, seine Arbeitsstellen aufzugeben und ein Crowdfunding durchzuführen.
Im Oktober 2021 startete das Crowdfunding, und der Verein gab den Namen Hauptstadt bekannt. Innerhalb eines Monats wurden über 3000 Abonnemente abgeschlossen. Das interne Ziel von 1000 Abonnements wurde übertroffen, und der Aufbau des Mediums begann. Von Beginn weg sah es den Lokaljournalismus digital, vernetzt und basiert auf Open-Source-Lösungen. Seit dem 7. März 2022 publiziert es journalistische Artikel, bisweilen setzt es Schwerpunkte mit Artikelserien.
Nebst dem Hauptstadt-Brief verfasst die Redaktion seit Februar 2023 den Stadtrat-Brief mit aufbereiteten Kurz-Informationen aus dem Stadtberner Parlament. Finanziert wird dieser Brief mittels Crowdfunding.   
Im Wahljahr der Stadt Bern 2024 publiziert Hauptstadt ausserdem den Podcast Hinterzimmer.

## Aussenredaktionen und Diskussionsrunden
Mit dem Ziel, auch als digitales Medium den Kontakt zu den Bürgerinnen und Bürgern zu pflegen, verlegt Hauptstadt die Redaktionsräume regelmässig an andere Orte, so in Quartiere (Bümpliz), Gemeinden (Ostermundigen, Zollikofen, Muri, Stettlen, Wabern/Köniz) oder Institutionen (Universität Bern). 
Zudem organisiert Hauptstadt in Zusammenarbeit mit dem Kulturzentrum Progr regelmässig Hauptsachen-Talks mit Diskussionsrunden zu relevanten Themen wie City-Cards, Mental Health, Sexualisierte Gewalt oder dem Nahostkonflikt.

## Publikationen
- Sonderheft Burgergemeinde (Februar 2024)[11]